# Mats Magnusson
Mats Tuve Magnusson (født 10. juli 1963 i Helsingborg, Sverige) er en svensk tidligere fodboldspiller (angriber). Han spillede 30 kampe og scorede ni mål for Sveriges landshold, og var med i landets trup til VM 1990 i Italien.
Magnusson startede sin seniorkarriere i 1981 hos Malmö FF og var, afbrudt af en enkelt sæson i Schweiz hos Servette, tilknyttet klubben de følgende syv år. Han vandt et svensk mesterskab og to pokaltitler med klubben, inden han i 1987 skiftede til den portugisiske storklub Benfica. Han havde de følgdende fem år stor succes hos Lissabon-klubben, og var blandt andet med til at vinde to portugisiske mesterskaber og nå to finaler i Mesterholdenes Europa Cup. Han afsluttede sin karriere hos Helsingborgs IF i sin fødeby.

## Titler
Allsvenskan
- 1986 med Malmö FF

Svenska Cupen
- 1984 og 1986 med Malmö FF

Primeira Liga
- 1989 og 1991 med Benfica

Supertaça Cândido de Oliveira
- 1989 med SL Benfica